# الکساندر پولونیتسکی (بازیکن فوتبال، زاده ۱۹۸۵)

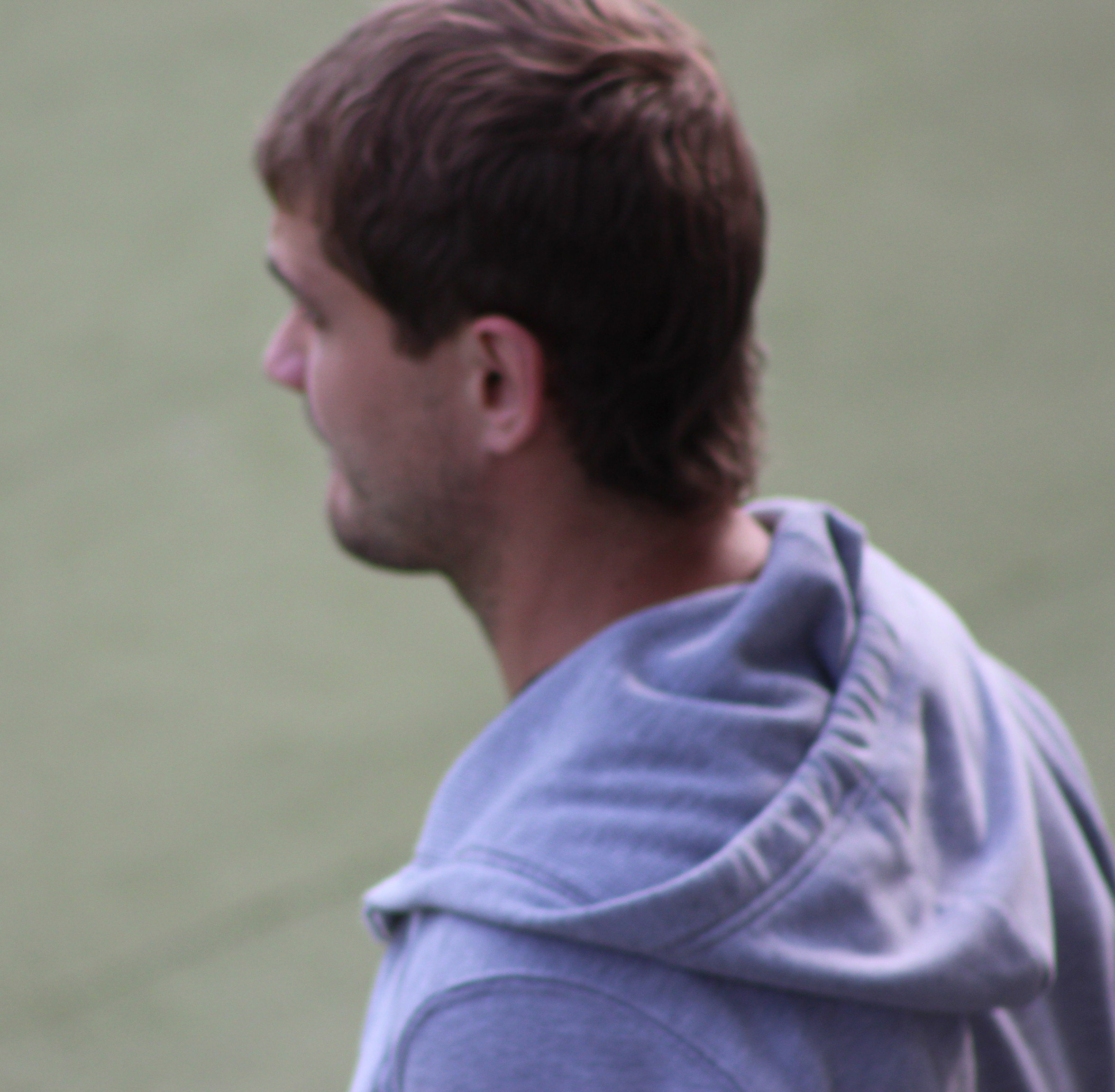
الکساندر پولونیتسکی در سال ۲۰۱۴

الکساندر پولونیتسکی (اوکراینی: Полуницкий Александр Витальевич؛ زادهٔ ۱۶ ژانویهٔ ۱۹۸۵) بازیکن فوتبال اهل اوکراین است.
وی همچنین در تیم‌های ملی فوتبال Ukraine national under-17 football team و Ukraine national under-19 football team بازی کرده‌است.